# 阿波野秀幸
阿波野 秀幸（あわの ひでゆき、1964年7月28日 - ）は、神奈川県横浜市保土ケ谷区（現：旭区）出身の元プロ野球選手（投手、左投左打）、野球解説者・野球評論家。マネジメント契約先はスポーツビズ。

## 経歴

### プロ入り前
父親が地元の少年野球チームでコーチをしていたその影響から、小学4年生の時から野球を始める。横浜市立鶴ヶ峯中学校時代、強豪東海大相模高校からの誘いを受けていたにもかかわらず、相模でやっていく自信が無かったこともあり、あえて公立の横浜市立桜丘高等学校を志望し、塾通いをして文武両道を目指した。桜丘高校では3年夏の神奈川大会4回戦で日大高校（決勝で法政二高に敗れた）に1-2で敗退し、甲子園出場経験はなかった。
1983年に高校卒業後、亜細亜大学に進学（同期にパンチ佐藤、1年後輩に与田剛投手がいる）。1984年、大学2年時に亜大OBの黒紙義弘から牽制球とシンカー・スクリューボールを教わったことも手伝いオープン戦から勝てるようになり、同年春のリーグ戦も1年上の三原昇との投の2本柱で優勝。続く全日本大学選手権では決勝の3年西川佳明投手擁する法政大学に延長11回裏のサヨナラ本塁打により敗れ準優勝に留まった。東都大学野球リーグで通算62試合登板、32勝17敗、防御率1.83、282奪三振。最高殊勲選手に1度、最優秀投手に3度、ベストナインに3度選ばれた。1986年、大学4年秋にリーグタイ記録となる9勝を挙げたが、3年新井富夫投手擁する駒澤大学との優勝決定戦で延長13回を投げて自身も4安打を放つが敗れた。
1986年度ドラフト会議にて読売ジャイアンツ、横浜大洋ホエールズ、近鉄バファローズの3球団が1位指名で競合。阿波野の意中球団は巨人か大洋と言われていたが、抽選の結果、交渉権確定のくじを引き当てたのは、「指名するという事前のあいさつが一切なかった」という近鉄だった。当時の近鉄監督岡本伊三美は、亜細亜大の監督から聞いた話として「試合で打たれると頭を壁にぶつけて悔しがっていた」「打者の膝から上の球はきませんよ」などと、また阿波野の入団前に接した際に、阿波野が関西のことはわからず、「近鉄という会社はどこにあるのですか」ときいてきた、と振り返っている。そういうこともあって、交渉権が近鉄に決まった時には「呆然とした」という。亜細亜大監督の内田俊雄は「挨拶もしないままで指名してくるなんてあり得ない」としてこのドラフト当日は祝福の胴上げなどせずそのまま帰し、同じく総監督の矢野祐弘は、しばらくはグラウンドに近鉄のスカウトが来ても追い返していたという。担当スカウトは河西俊雄。阿波野を外した巨人は木田優夫、大洋は友利結を再指名で獲得。

### 近鉄時代
1987年は15勝・両リーグ最多の201奪三振・249.2イニングを記録。1986年ドラフト1位でプロ入りした同期の西崎幸広（日本ハム）と熾烈な新人王争いを繰り広げた。阿波野は32試合登板で15勝12敗・防御率2.88、西崎は30試合登板で15勝7敗・防御率2.89と甲乙つけがたい成績を残したが、結果は大差がついて阿波野が新人王に選出された。両者は共に「トレンディエース」と呼ばれ（「トレンディエース」については西崎幸広参照）、特に女性に高い人気を誇った。
1988年もエースとして14勝を挙げた。ナゴヤ球場でのオールスターゲーム第2戦先発し3回を被安打0自責点0奪三振3を記録。レギュラーシーズン優勝のかかったロッテオリオンズとの川崎球場でのダブルヘッダー、いわゆる「10.19」に、両試合とも当時の抑え吉井理人の後を受け連投。この試合の2日前、阿波野は対阪急戦で完投しており疲労が残っていた。第1試合では9回、1点リードで二死満塁のピンチを迎えたが、森田芳彦を三振にしとめ、逃げ切った。このとき阿波野は帽子を鷲掴みにしてガッツポーズした。しかし、第2試合に1点リードの8回、高沢秀昭に痛恨の同点本塁打を打たれた。この後、ショックで記憶が飛び、なぜ捕手山下和彦のサインで指示された自分のストレートを信頼できなかったかと悔いが残ったという。
その後9回無死一・二塁で古川慎一を牽制球で刺した記憶もはっきりしていなかったというが、ここでロッテ監督の有藤道世が判定を巡り9分間にわたって抗議を続け試合は中断したことも影響し、第2試合は引き分けに終わり近鉄は優勝を逃した。
10.19で苦い思いをしたが本来はロッテを得意としていた。この1988年は4勝1敗、翌1989年は4勝0敗の成績を残しており、通算67勝のうち21勝をロッテから挙げている。
1989年は、前年の雪辱を特に意識して迎えたという。終盤、10月12日のダブルヘッダー第2戦や優勝決定の場面で登板した。10月12日について、阿波野は10.19でも負けていないことからダブルヘッダーと決まった時点で「よーし」となったと振り返っている。優勝決定の場面では、前年「10.19」での思いからストレートを続けたという。最多勝（19勝）、最多奪三振（183個）のタイトルを獲得し、近鉄の優勝に貢献。巨人との日本シリーズでは第1戦・第5戦に先発し同い年の斎藤雅樹と2度も投げ合い、第1戦の完投勝利を含む15イニングを投げ、1勝1敗、5失点の成績で、優秀選手に選ばれた。最多勝と最多奪三振のタイトル料がプラスされた結果、入団からわずか3年で年俸7000万円に上がり、「入団当時（580万円）に比べたら、想像がつかない額ですよ」と述べていた。
1990年からボーク判定が厳格化され、当時近鉄と毎年激しい優勝争いを繰り広げていた西武ライオンズの三塁ベースコーチの伊原春樹がシーズン前の監督会議で審判と各球団からコーチ1人ずつ参加する機会がありそこで阿波野の牽制は「すべてボーク」と主張した。4月15日のロッテ戦（川崎）で初のボークが宣告され、4月22日の西武戦（西武）では伊原と一塁コーチの片平晋作が「ボークだ。審判、よく見ろと」と叫んだ。阿波野はそれ以降牽制しないことが増え、盗塁対策のためにシーズン中にクイックの練習を重ねたところ右肘の靭帯を損傷してしまったという。その結果として阿波野は本来のフォームを崩しこの年以降成績が下降線を辿るようになったとされているが、先発で連続完投後にリリーフで連投した10.19も含め入団1年目から酷使された影響という指摘もある。パ・リーグ審判員山崎夏生は、当時の阿波野は審判員の間でブラックリストに入っていたと語っている。ボークと指摘されるようになってからシーズン中にクイックモーションの練習を多くしたところ左肘の靭帯を損傷してしまい、加えて野茂英雄が入団したことで焦りが生じ状態をより悪化させてしまったのが原因であると語っている。更にこの年の終盤試合中に左膝にライナー性の打球が当たり骨折。この時点で9勝を挙げてたため4年連続2桁勝利だけでもしたいと無理を押して登板した結果下半身をかばいながらの投球は肩肘に大きな負担を掛けてしまったとも後に語ってる。伊原は「近鉄サイドから「伊原に壊された」と恨み節も聞こえてきたが、こちらも生活が懸かっている。プロの世界とはかくも厳しいものだ。」と述べている。一時は、トミー・ジョン手術をすることも検討したが、ウエイトトレーニングで肘の周りの筋肉を鍛える方法を選択し、これにより投球フォームも変えることを余儀なくされた。
西崎幸広とは1987年から1990年までの合計勝利数が同じ58勝で、まさにライバルと呼ぶにふさわしい数字が残っている。この年の5月20日の対ロッテ戦で阿波野は勝利投手となり通算50勝に到達しているが、同日、西崎も対ダイエー戦において勝利投手となり同じく通算50勝となった。
監督の仰木彬は阿波野を信頼し続け、1991年には野茂を抑えて阿波野を3年連続の開幕投手に抜擢している。
1992年にはリリーフも兼務。また、仰木が近鉄の指揮を取った最後の試合の先発投手は阿波野であった。仰木によれば「一番投げさせてやりたい投手を使った」という。しかし、成績が上向くことはなかった。
1994年オフ、仰木の後任監督の鈴木啓示との確執もあり、シーズンオフに香田勲男との交換トレードで読売ジャイアンツへ移籍（鈴木との確執は野茂英雄や吉井理人などにも同様のエピソードがある）。

### 巨人時代
1995年からは中継ぎ投手として再起を目指した。左投手の登板数ではチームトップの24試合だったが0勝3敗に終わり、防御率も4点台だった。
1996年はシーズン終盤に一軍で好投。河野博文、川口和久、宮本和知達とレフティーズを結成し、恩師仰木が監督を務めるオリックスとの日本シリーズでも登板した。巨人での3年間は殆ど二軍暮らしで一軍未勝利に終わった。
1997年シーズンオフに永池恭男との交換トレードで横浜ベイスターズへ移籍。

### 横浜時代
近鉄時代に投手コーチを務め、阿波野の絶頂期を知る監督の権藤博が阿波野を積極的に起用した。
1998年は主に中継ぎとして自己最多の50試合に登板するなど、荒井幸雄らと共に復活を果たし、「権藤再生工場」第1号と呼ばれた。1998年の日本シリーズ第6戦では8回途中に2番手で登板して1989年第1戦以来の勝利投手となり、チームも日本一を決め、後に「すべてが10.19からつながってるんですよ」と振り返っている。また、同シリーズは近鉄時代のライバルだった西崎幸広が日本ハムから西武に移籍した初年度で中継ぎ登板していたこともあって投げ合いが期待されており、第3戦で阿波野が7回裏に登板し、その後9回表に西崎が登板したものの、結局実現することはなかった。
1999年、開幕からリリーフとして登板し、4月8日の対巨人1回戦では8年ぶりのセーブを記録した。しかし、チームは投手の駒不足が深刻化し、オールスター明けには先発ローテーションに組み込まれ、8月3日の広島東洋カープ戦で6年ぶりの先発勝利を記録している。しかしながら、先発としてはこの1勝に終わり（先発では8試合、1勝3敗、防御率6.61）通算でも40試合登板、2勝8敗1セーブ、防御率6.32と大きく成績を落とした。
権藤が監督を辞めて新監督の構想から外れ悩んだが潮時だと思い2000年に引退。ドラフトで競合1位指名を受けた3球団全てに在籍した。また、現役時代に在籍した3球団全て優勝を経験し、日本シリーズに出場を果たした。3球団からの日本シリーズ出場は最多タイ記録であるが、ドラフト指名された全球団で出場したのは阿波野だけである。「先発の立場でもリリーフの立場でも優勝に貢献できたので嬉しかったですよ。故障した時に今の時代トミージョン手術を受け違う結果になっていたのかなと思います。オフシーズンの過ごし方も見直したいですね。当時のパリーグはイベントが多くて体を休める暇がなかった。」と述べている。

### 現役引退後
2001年から2003年まで巨人の二軍投手コーチ。
2004年から2005年まで巨人の一軍投手コーチ（2004年はブルペン、2005年はベンチ）を務めたが4.50、4.80と2年連続で球団ワーストの防御率を更新し、2005年はチーム防御率リーグ最下位で順位は5位に終わった。
2006年は横浜の一軍投手コーチ務めたがリーグ最下位の防御率4.25で、2年ぶりの最下位に終わった。
2007年からはテレビ東京野球解説者に就任（札幌テレビ、スカイ・A sports+、JSPORTS、フジテレビONE「プロ野球ニュース」にも本数契約で出演）。また同年2月1日から2011年まで住友金属鹿島硬式野球部の投手コーチに就任、同部で、後に楽天に入団する井坂亮平、横浜に入団する加賀繁らを指導した。
2011年11月4日、二軍コーチとして巨人に復帰することが発表され、11月19日に就任会見。
2015年10月29日、2016年から巨人に新設される三軍の投手コーチに就任することが発表された。
2018年限りで退団。
2018年10月29日、大学の後輩である監督の与田剛に招聘され、2019年から中日ドラゴンズの一軍投手コーチに就任。同年、救援防御率は4.93から3.32へと劇的に向上し、チーム防御率も4.36から3.72に大きく改善した。2021年は12球団トップのチーム防御率3.22を記録し、同年退団した。
2022年はフジテレビ・ミヤギテレビ・tvk・日テレジータスの野球解説者を務める。
同年10月13日、2023年から一軍投手チーフコーチとして巨人に復帰。チームの先発防御率は前年と同じリーグ4位、3.64から3.21へと改善し、その一方で救援防御率はリーグ最下位の3.82で、前年の3.78から悪化する結果となった。同年シーズン終了後の10月10日、阿波野自身の申し入れにより同年限りで退任。
2024年からはジャイアンツアカデミーのコーチを務める。
その傍らミヤギテレビ・J SPORTSなど野球解説者に復帰する。

## 人物
近鉄時代の同僚である佐野慈紀と中根仁によると、大のイタズラ好きであったという。
山田久志とは、阿波野の両親がともに山田と同郷の能代市出身者だったこともあり、新人時代から親交が深かった。

## 詳細情報

### 年度別投手成績
| 年 度      | 球 団      | 登 板 | 先 発 | 完 投 | 完 封 | 無 四 球 | 勝 利 | 敗 戦 | セ 丨 ブ | ホ 丨 ル ド | 勝 率 | 打 者 | 投 球 回 | 被 安 打 | 被 本 塁 打 | 与 四 球 | 敬 遠 | 与 死 球 | 奪 三 振 | 暴 投 | ボ 丨 ク | 失 点 | 自 責 点 | 防 御 率 | W H I P |
| ---------- | ---------- | ----- | ----- | ----- | ----- | -------- | ----- | ----- | -------- | ----------- | ----- | ----- | -------- | -------- | ----------- | -------- | ----- | -------- | -------- | ----- | -------- | ----- | -------- | -------- | ------- |
| 1987       | 近鉄       | 32    | 30    | 22    | 3     | 4        | 15    | 12    | 0        | --          | .556  | 1002  | 249.2    | 211      | 27          | 58       | 2     | 4        | 201      | 3     | 0        | 86    | 80       | 2.88     | 1.08    |
| 1988       | 近鉄       | 29    | 27    | 15    | 3     | 0        | 14    | 12    | 1        | --          | .538  | 898   | 220.1    | 199      | 21          | 51       | 6     | 5        | 181      | 1     | 0        | 66    | 64       | 2.61     | 1.13    |
| 1989       | 近鉄       | 29    | 28    | 21    | 5     | 0        | 19    | 8     | 1        | --          | .704  | 955   | 235.2    | 187      | 25          | 80       | 4     | 4        | 183      | 4     | 0        | 75    | 71       | 2.71     | 1.13    |
| 1990       | 近鉄       | 25    | 24    | 10    | 0     | 1        | 10    | 11    | 1        | --          | .476  | 815   | 190.2    | 192      | 33          | 62       | 5     | 3        | 141      | 5     | 2        | 111   | 98       | 4.63     | 1.33    |
| 1991       | 近鉄       | 13    | 6     | 0     | 0     | 0        | 2     | 2     | 1        | --          | .500  | 163   | 38.1     | 41       | 7           | 12       | 0     | 2        | 20       | 4     | 0        | 22    | 21       | 4.93     | 1.38    |
| 1992       | 近鉄       | 19    | 16    | 2     | 0     | 0        | 6     | 6     | 0        | --          | .500  | 408   | 93.2     | 95       | 5           | 38       | 1     | 4        | 77       | 2     | 0        | 38    | 35       | 3.36     | 1.42    |
| 1993       | 近鉄       | 22    | 4     | 0     | 0     | 0        | 1     | 3     | 0        | --          | .250  | 244   | 50.2     | 69       | 11          | 30       | 3     | 0        | 38       | 0     | 0        | 43    | 39       | 6.93     | 1.95    |
| 1994       | 近鉄       | 6     | 2     | 0     | 0     | 0        | 0     | 2     | 0        | --          | .000  | 58    | 10.1     | 22       | 2           | 6        | 1     | 0        | 9        | 1     | 0        | 14    | 14       | 12.19    | 2.71    |
| 1995       | 巨人       | 24    | 1     | 0     | 0     | 0        | 0     | 3     | 0        | --          | .000  | 139   | 29.1     | 33       | 2           | 19       | 2     | 2        | 26       | 2     | 0        | 19    | 14       | 4.30     | 1.77    |
| 1996       | 巨人       | 4     | 0     | 0     | 0     | 0        | 0     | 0     | 0        | --          | ----  | 35    | 9.0      | 5        | 0           | 2        | 1     | 0        | 13       | 0     | 0        | 3     | 3        | 3.00     | 0.78    |
| 1997       | 巨人       | 1     | 0     | 0     | 0     | 0        | 0     | 0     | 0        | --          | ----  | 1     | 0.0      | 0        | 0           | 1        | 0     | 0        | 0        | 0     | 0        | 0     | 0        | ----     | ----    |
| 1998       | 横浜       | 50    | 1     | 0     | 0     | 0        | 4     | 1     | 0        | --          | .800  | 237   | 54.0     | 50       | 6           | 22       | 1     | 4        | 44       | 3     | 2        | 29    | 28       | 4.67     | 1.33    |
| 1999       | 横浜       | 40    | 8     | 0     | 0     | 0        | 2     | 8     | 1        | --          | .200  | 295   | 62.2     | 79       | 10          | 24       | 0     | 6        | 41       | 1     | 0        | 49    | 44       | 6.32     | 1.64    |
| 2000       | 横浜       | 11    | 1     | 0     | 0     | 0        | 2     | 0     | 0        | --          | 1.000 | 66    | 15.2     | 15       | 1           | 5        | 0     | 2        | 11       | 0     | 0        | 8     | 8        | 4.60     | 1.28    |
| 通算：14年 | 通算：14年 | 305   | 148   | 70    | 11    | 5        | 75    | 68    | 5        | --          | .524  | 5316  | 1260.0   | 1198     | 150         | 410      | 26    | 36       | 985      | 26    | 4        | 563   | 519      | 3.71     | 1.28    |

- 各年度の太字はリーグ最高
- 「-」は記録なし

### タイトル
- 最多勝利：1回（1989年）
- 最多奪三振：2回（1987年、1989年）※1987年は連盟表彰なし、1989年は表彰、パ・リーグでは1989年より表彰

### 表彰
- 新人王（1987年）
- ベストナイン：1回（投手部門：1989年）
- ゴールデングラブ賞：1回（投手部門：1989年）
- 月間MVP：3回（1987年4月 投手部門：1989年5月、1989年8月）
- 日本シリーズ優秀選手賞：1回（1989年）
- IBMプレイヤー・オブ・ザ・イヤー賞：1回（1989年）
- 報知プロスポーツ大賞：1回（1989年）
- UCCザ・マン賞：1回（1989年）[36]
- サンスポMVP大賞：1回（1989年）[37]

### 記録
初記録
- 初登板・初先発登板・初完投・初勝利・初先発勝利・初完投勝利：1987年4月12日、対ロッテオリオンズ2回戦（藤井寺球場）、9回1失点
- 初奪三振：同上、1回表に西村徳文から
- 初完封勝利：1987年4月18日、対西武ライオンズ2回戦（西武ライオンズ球場）
- 初セーブ：1988年10月19日、対ロッテオリオンズ25回戦（川崎球場）、9回裏に3番手で救援登板・完了、1回無失点

節目の記録
- 1000投球回：1992年8月19日、対千葉ロッテマリーンズ20回戦（千葉マリンスタジアム）、4回裏二死に達成 ※史上247人目

その他の記録
- シーズン22完投（1987年）※パ・リーグ新人記録
- 日本シリーズ・3球団からの出場（近鉄：1989年 巨人：1996年 横浜：1998年）※シリーズタイ記録
- 日本シリーズ・両リーグ勝利投手（パ・リーグ：1989年第1戦 セ・リーグ：1998年第6戦）※史上2人目
- オールスターゲーム出場：4回（1987年、1988年、1989年、1990年）

### 背番号
- 14（1987年 - 1994年）
- 28（1995年 - 1997年）
- 49（1998年 - 2000年）
- 75（2001年 - 2006年）
- 72（2012年 - 2015年、2023年）
- 101（2016年 - 2018年）
- 74（2019年 - 2021年）

## 関連情報

### CM出演
- 近鉄特急アーバンライナー（1988年 - 1989年）
- ミズノ（1990年）